# Actinidia petelotii
Actinidia petelotii är en tvåhjärtbladig växtart som beskrevs av Friedrich Ludwig Diels. Actinidia petelotii ingår i släktet aktinidiasläktet, och familjen Actinidiaceae. Inga underarter finns listade i Catalogue of Life.